# 李煥之 (武進)
李煥之（1910年11月2日—1983年10月4日）。江蘇省武進縣夏溪鎮人。1951年在江蘇省第二選區遞補當選第一屆立法委員。

## 生平[2][3][4][5]
- 大夏大學教育學院教育行政系畢業
- 軍事委員會委員長
- 南昌行營黨政軍設計委員會委員
- 武昌暨重慶行營贛鄂皖豫閩等省特種教育委員會總幹事
- 新生活運動促進總會幹事、會幹事兼書記、助理書記
- 教育部特種教育委員會常務委員
- 戰區教育委員會副主任委員
- 國民教育委員會常務委員
- 中央圖書雜誌審查委員會委員
- 中央組織部秘書
- 行政院參事
- 民國37年，參選立法委員，在江蘇省第二選區列候補第四名
- 民國72年10月4日病逝[6]